# La Motte, Var
La Motte là một xã thuộc tỉnh Var trong vùng Provence-Alpes-Côte d’Azur miền đông nam nước Pháp.